# Calle Belgrano (Formosa)
La calle Belgrano es una de las principales calles del microcentro de la C. de Formosa, también es una de las principales arterias de comercio. Es la calle Nº 22 del microcentro. Lleva el nombre del prócer Manuel Belgrano, luchador por la Independencia de la Argentina.

## Historia
La arteria nace en 1879, año en que se funda la Ciudad de Formosa.
Entre los años 1879 y 1919 aproximadamente se llamaba Calle de los Turcos. Cambió a mediados de 1920. Allí se encontraban la Zanja Soró, la casa del gobernador Fotheringham (Actualmente está ubicado en Av. 25 de Mayo y Belgrano), y el Banco de la Nación Argentina construido en 1919.

## Recorrido
La calle inicia en paralela a las calles San Martín, al Este, y Rivadavia, al Oeste. El recorrido abarca unas 16 cuadras. Atraviesa las siguientes calles y avenidas:
- Av. González Lelong, donde nace, (Hipólito .M. Rojas - continuación).
- Junín
- Corrientes
- Juan José Silva
- Maipú
- Pringles
- Saavedra
- España
- Av. 25 de Mayo
- J.M. Uriburu
- Brandsen
- Hipólito Yrigoyen
- Fotheringham
- Salta
- Ayacucho
- Paraguay, y la Av. N. Uriburu, esta última que lo corta.

## Lugares emblemáticos
- Hotel Real.
- Museo Histórico Regional Juan Pablo Duffard.
- Casa de Gobierno.